# Martinsville Speedway
Martinsville Speedway è un circuito automobilistico internazionale NASCAR di proprietà della Speedway Corporation situato nella Contea di Henry (Virginia), appena a sud di Martinsville. Lungo 0.526 miglia (847 m), è la pista più corta della serie NASCAR.
È anche conosciuto come "Half Mile Of Mayhem", "The Paperclip" e "The Augusta National of Race Tracks"

## Storia
La pista è stata fondata da H. Clay Earles, un uomo d'affari di Ridgeway che aveva realizzato modesti profitti da diverse stazioni di servizio e un ristorante a Martinsville. Dopo aver visto le folle attratte dalle corse automobilistiche sulle piste temporanee nelle fiere, decise, nel 1946, di acquistare 30 acri di terra e iniziò a progettare un circuito permanente. I suoi partner erano due fratelli, Jim e Bill France, che promettevano di portare piloti e pubblicità in cambio di un quarto dei profitti.
La pista di 0,526 miglia fu costruita nel 1947, sebbene in questa fase presentasse una superficie sterrata anziché asfaltata e solo 750 posti a sedere per gli spettatori. Un anno dopo venne fondata la NASCAR e nel 1949 Martinsville ospitò la sesta gara della serie.
La pista venne asfaltata nel 1955.
Nel 1964, il proprietario della pista, H. Cay Earles, decise che voleva rendere speciale il trofeo del vincitore e nel frattempo voleva renderlo qualcosa di realizzato dalla comunità locale. Dato che Martinsville è nota per la sua industria del mobile, ebbe l'idea di un grande orologio a pendolo da dare a ciascun vincitore della gara. Gli orologi, oggi hanno un valore di oltre 10.000 dollari.
Negli anni '70, le macchine NASCAR diventavano più veloci ogni anno che passava e la vecchia superficie d'asfalto non riusciva a contrastare l'alta aderenze delle gomme. Nel 1976 il circuito venne completamente rinnovato, questa volta venne posato del calcestruzzo in ciascuna delle curve.
Nel 1999 la pit-lane venne riconfigurata. Il circuito fino a quell'anno prevedeva due pit-lane separate e quella sul rettilineo principale portava grandi vantaggi alle auto con i box su quel lato della pista. La NASCAR decise di costruire un'unica pit-lane con l'ingresso in curva tre e l'uscita in curva due così che nessuna macchina potesse avere un vantaggio.
Nel 2004 il calcestruzzo iniziò a rovinarsi e la gara di quell'anno venne fermata per permettere delle riparazioni. La pista fu completamente riasfaltata lo stesso anno, con le due lingue di calcestruzzo che vennero estese di circa 30 metri oltre il punto di uscita dalle curve.
Nel 2017 è stato installato un sistema di illuminazione LED costato oltre 5 milioni di dollari, così da permettere alle gare di concludersi in notturna in caso di ritardi causati da bandiere rosse o altro.

## Albo d'oro

### NASCAR
| Anno | Data         | Pilota             | Costruttore | Distanza   |
| ---- | ------------ | ------------------ | ----------- | ---------- |
| 1949 | 25 settembre | Red Byron          | Oldsmobile  | 100 mi     |
| 1950 | 21 maggio    | Curtis Turner      | Oldsmobile  | 75 mi      |
| 1950 | 15 ottobre   | Herb Thomas        | Plymouth    | 100 mi     |
| 1951 | 6 maggio     | Curtis Turner      | Oldsmobile  | 100 mi     |
| 1951 | 14 ottobre   | Frank Mundy        | Oldsmobile  | 100 mi     |
| 1952 | 6 aprile     | Dick Rathmann      | Hudson      | 100 mi     |
| 1952 | 19 ottobre   | Herb Thomas        | Hudson      | 100 mi     |
| 1953 | 17 maggio    | Lee Petty          | Dodge       | 100 mi     |
| 1953 | 18 ottobre   | Jim Paschal        | Dodge       | 100 mi     |
| 1954 | 16 maggio    | Jim Paschal        | Oldsmobile  | 100 mi     |
| 1954 | 17 ottobre   | Lee Petty          | Chrysler    | 83 mi      |
| 1955 | 15 maggio    | Tim Flock          | Chrysler    | 100 mi     |
| 1955 | 16 ottobre   | Speedy Thompson    | Chrysler    | 100 mi     |
| 1956 | 20 maggio    | Buck Baker         | Dodge       | 250 mi     |
| 1956 | 28 ottobre   | Jack Smith         | Dodge       | 200 mi     |
| 1957 | 19 maggio    | Buck Baker         | Chevrolet   | 221 mi     |
| 1957 | 6 ottobre    | Bob Welborn        | Chevrolet   | 250 mi     |
| 1958 | 20 aprile    | Bob Welborn        | Chevrolet   | 250 mi     |
| 1958 | 12 ottobre   | Fireball Roberts   | Chevrolet   | 175 mi     |
| 1959 | 3 maggio     | Lee Petty          | Oldsmobile  | 250 mi     |
| 1959 | 27 settembre | Rex White          | Chevrolet   | 250 mi     |
| 1960 | 10 aprile    | Richard Petty      | Plymouth    | 250 mi     |
| 1960 | 25 settembre | Rex White          | Chevrolet   | 250 mi     |
| 1961 | 9 aprile     | Fred Lorenzen      | Ford        | 75 mi      |
| 1961 | 30 aprile    | Junior Johnson     | Pontiac     | 250 mi     |
| 1961 | 24 settembre | Joe Weatherly      | Pontiac     | 250 mi     |
| 1962 | 22 aprile    | Richard Petty      | Chevrolet   | 250 mi     |
| 1962 | 23 settembre | Nelson Stacy       | Ford        | 250 mi     |
| 1963 | 21 aprile    | Richard Petty      | Plymouth    | 250 mi     |
| 1963 | 22 settembre | Fred Lorenzen      | Ford        | 250 mi     |
| 1964 | 26 aprile    | Fred Lorenzen      | Ford        | 250 mi     |
| 1964 | 27 settembre | Fred Lorenzen      | Ford        | 250 mi     |
| 1965 | 25 aprile    | Fred Lorenzen      | Ford        | 250 mi     |
| 1965 | 26 settembre | Junior Johnson     | Ford        | 250 mi     |
| 1966 | 24 aprile    | Jim Paschal        | Plymouth    | 250 mi     |
| 1966 | 25 settembre | Fred Lorenzen      | Ford        | 250 mi     |
| 1967 | 23 aprile    | Richard Petty      | Plymouth    | 250 mi     |
| 1967 | 24 settembre | Richard Petty      | Plymouth    | 250 mi     |
| 1968 | 28 aprile    | Cale Yarborough    | Mercury     | 250 mi     |
| 1968 | 22 settembre | Richard Petty      | Plymouth    | 250 mi     |
| 1969 | 27 aprile    | Richard Petty      | Ford        | 250 mi     |
| 1969 | 28 settembre | Richard Petty      | Ford        | 263 mi     |
| 1970 | 31 maggio    | Bobby Isaac        | Dodge       | 198 mi     |
| 1970 | 18 ottobre   | Richard Petty      | Plymouth    | 263 mi     |
| 1971 | 25 aprile    | Richard Petty      | Plymouth    | 263 mi     |
| 1971 | 26 settembre | Bobby Isaac        | Dodge       | 263 mi     |
| 1972 | 30 aprile    | Richard Petty      | Plymouth    | 263 mi     |
| 1972 | 24 settembre | Richard Petty      | Plymouth    | 263 mi     |
| 1973 | 29 aprile    | David Pearson      | Mercury     | 263 mi     |
| 1973 | 30 settembre | Richard Petty      | Dodge       | 252 mi     |
| 1974 | 28 aprile    | Cale Yarborough    | Chevrolet   | 263 mi     |
| 1974 | 29 settembre | Earl Ross          | Chevrolet   | 263 mi     |
| 1975 | 27 aprile    | Richard Petty      | Dodge       | 263 mi     |
| 1975 | 28 settembre | Dave Marcis        | Dodge       | 263 mi     |
| 1976 | 25 aprile    | Darrell Waltrip    | Chevrolet   | 263 mi     |
| 1976 | 26 settembre | Cale Yarborough    | Chevrolet   | 179 mi     |
| 1977 | 24 aprile    | Cale Yarborough    | Chevrolet   | 202 mi     |
| 1977 | 25 settembre | Cale Yarborough    | Chevrolet   | 263 mi     |
| 1978 | 23 aprile    | Darrell Waltrip    | Chevrolet   | 263 mi     |
| 1978 | 24 settembre | Cale Yarborough    | Oldsmobile  | 263 mi     |
| 1979 | 22 aprile    | Richard Petty      | Chevrolet   | 263 mi     |
| 1979 | 23 settembre | Buddy Baker        | Chevrolet   | 263 mi     |
| 1980 | 27 aprile    | Darrell Waltrip    | Chevrolet   | 263 mi     |
| 1980 | 28 settembre | Dale Earnhardt     | Chevrolet   | 263 mi     |
| 1981 | 26 aprile    | Morgan Shepherd    | Pontiac     | 263 mi     |
| 1981 | 27 settembre | Darrell Waltrip    | Buick       | 263 mi     |
| 1982 | 25 aprile    | Harry Gant         | Buick       | 263 mi     |
| 1982 | 17 ottobre   | Darrell Waltrip    | Buick       | 263 mi     |
| 1983 | 24 aprile    | Darrell Waltrip    | Chevrolet   | 263 mi     |
| 1983 | 25 settembre | Richy Rudd         | Chevrolet   | 263 mi     |
| 1984 | 29 aprile    | Geoffrey Bodine    | Chevrolet   | 263 mi     |
| 1984 | 23 settembre | Darrell Waltrip    | Chevrolet   | 263 mi     |
| 1985 | 28 aprile    | Harry Gant         | Chevrolet   | 263 mi     |
| 1985 | 22 settembre | Dale Earnhardt     | Chevrolet   | 263 mi     |
| 1986 | 27 aprile    | Richy Rudd         | Ford        | 263 mi     |
| 1986 | 21 settembre | Rusty Wallace      | Pontiac     | 263 mi     |
| 1987 | 26 aprile    | Dale Earnhardt     | Chevrolet   | 263 mi     |
| 1987 | 27 settembre | Darrell Waltrip    | Chevrolet   | 263 mi     |
| 1988 | 24 aprile    | Dale Earnhardt     | Chevrolet   | 263 mi     |
| 1988 | 25 settembre | Darrell Waltrip    | Chevrolet   | 263 mi     |
| 1989 | 23 aprile    | Darrell Waltrip    | Chevrolet   | 263 mi     |
| 1989 | 24 settembre | Darrell Waltrip    | Chevrolet   | 263 mi     |
| 1990 | 29 aprile    | Geoffrey Bodine    | Ford        | 263 mi     |
| 1990 | 23 settembre | Geoffrey Bodine    | Ford        | 263 mi     |
| 1991 | 28 aprile    | Dale Earnhardt     | Chevrolet   | 263 mi     |
| 1991 | 22 settembre | Harry Gant         | Oldsmobile  | 263 mi     |
| 1992 | 26 aprile    | Mark Martin        | Ford        | 263 mi     |
| 1992 | 28 settembre | Geoffrey Bodine    | Ford        | 263 mi     |
| 1993 | 25 aprile    | Rusty Wallace      | Pontiac     | 263 mi     |
| 1993 | 26 settembre | Ernie Irvan        | Ford        | 263 mi     |
| 1994 | 24 aprile    | Rusty Wallace      | Ford        | 263 mi     |
| 1994 | 25 settembre | Rusty Wallace      | Ford        | 263 mi     |
| 1995 | 23 aprile    | Rusty Wallace      | Ford        | 187 mi     |
| 1995 | 24 settembre | Dale Earnhardt     | Chevrolet   | 263 mi     |
| 1996 | 21 aprile    | Rusty Wallace      | Ford        | 263 mi     |
| 1996 | 22 settembre | Jeff Gordon        | Chevrolet   | 263 mi     |
| 1997 | 20 aprile    | Jeff Gordon        | Chevrolet   | 263 mi     |
| 1997 | 29 settembre | Jeff Burton        | Ford        | 263 mi     |
| 1998 | 20 aprile    | Bobby Hamilton     | Chevrolet   | 263 mi     |
| 1998 | 27 settembre | Ricky Rudd         | Ford        | 263 mi     |
| 1999 | 18 aprile    | John Andretti      | Pontiac     | 263 mi     |
| 1999 | 3 ottobre    | Jeff Gordon        | Chevrolet   | 263 mi     |
| 2000 | 9 aprile     | Mark Martin        | Ford        | 263 mi     |
| 2000 | 1º ottobre   | Tony Stewart       | Pontiac     | 263 mi     |
| 2001 | 8 aprile     | Dale Jarrett       | Ford        | 263 mi     |
| 2001 | 15 ottobre   | Ricky Craven       | Ford        | 263 mi     |
| 2002 | 14 aprile    | Bobby Labonte      | Pontiac     | 263 mi     |
| 2002 | 20 ottobre   | Kurt Busch         | Ford        | 263 mi     |
| 2003 | 13 aprile    | Jeff Gordon        | Chevrolet   | 263 mi     |
| 2003 | 19 ottobre   | Jeff Gordon        | Chevrolet   | 263 mi     |
| 2004 | 18 aprile    | Rusty Wallace      | Dodge       | 263 mi     |
| 2004 | 24 ottobre   | Jimmie Johnson     | Chevrolet   | 263 mi     |
| 2005 | 10 aprile    | Jeff Gordon        | Chevrolet   | 263 mi     |
| 2005 | 23 ottobre   | Jeff Gordon        | Chevrolet   | 263 mi     |
| 2006 | 2 aprile     | Tony Stewart       | Chevrolet   | 263 mi     |
| 2006 | 22 ottobre   | Jimmie Johnson     | Chevrolet   | 263 mi     |
| 2007 | 1º aprile    | Jimmie Johnson     | Chevrolet   | 263 mi     |
| 2007 | 21 ottobre   | Jimmie Johnson     | Chevrolet   | 266 mi     |
| 2008 | 30 marzo     | Denny Hamlin       | Toyota      | 263 mi     |
| 2008 | 25 ottobre   | Jimmie Johnson     | Chevrolet   | 265 mi     |
| 2009 | 29 marzo     | Jimmie Johnson     | Chevrolet   | 263 mi     |
| 2009 | 25 ottobre   | Denny Hamlin       | Toyota      | 264 mi     |
| 2010 | 29 marzo     | Denny Hamlin       | Toyota      | 267 mi     |
| 2010 | 24 ottobre   | Denny Hamlin       | Toyota      | 263 mi     |
| 2011 | 3 aprile     | Kevin Harvick      | Chevrolet   | 263 mi     |
| 2011 | 30 ottobre   | Tony Stewart       | Chevrolet   | 263 mi     |
| 2012 | 1º aprile    | Ryan Newman        | Chevrolet   | 271 mi     |
| 2012 | 28 ottobre   | Jimmie Johnson     | Chevrolet   | 263 mi     |
| 2013 | 7 aprile     | Jimmie Johnson     | Chevrolet   | 263 mi     |
| 2013 | 27 ottobre   | Jeff Gordon        | Chevrolet   | 263 mi     |
| 2014 | 30 marzo     | Kurt Busch         | Chevrolet   | 263 mi     |
| 2014 | 26 ottobre   | Dale Earnhardt Jr. | Chevrolet   | 263 mi     |
| 2015 | 29 marzo     | Denny Hamlin       | Toyota      | 263 mi     |
| 2015 | 1º novembre  | Jeff Gordon        | Chevrolet   | 263 mi     |
| 2016 | 3 aprile     | Kyle Busch         | Toyota      | 263 mi     |
| 2016 | 30 ottobre   | Jimmie Johnson     | Chevrolet   | 263 mi     |
| 2017 | 2 aprile     | Brad Keselowski    | Ford        | 263 mi     |
| 2017 | 29 ottobre   | Kyle Busch         | Toyota      | 266 mi     |
| 2018 | 26 marzo     | Clint Bowyer       | Ford        | 263 mi     |
| 2018 | 28 ottobre   | Joey Logano        | Ford        | 263 mi     |
| 2019 | 24 marzo     | Brad Keselowski    | Ford        | 263 mi     |
| 2019 | 27 ottobre   | Martin Truex Jr.   | Toyota      | 263 mi     |
| 2020 | 10 giugno    | Martin Truex Jr.   | Toyota      | 263 mi     |
| 2020 | 1º novembre  | Chase Elliott      | Chevrolet   | 263 mi     |
| 2021 | 10-11 aprile | Martin Truex Jr.   | Toyota      | 263 mi     |
| 2021 | 31 ottobre   | Alex Bowman        | Chevrolet   | 263 mi     |
| 2022 | 9 aprile     | William Byron      | Chevrolet   | 211.978 mi |
| 2022 | 30 ottobre   | Christopher Bell   | Toyota      | 263 mi     |
| 2023 | 16 aprile    | Kyle Larson        | Chevrolet   | 210.4 mi   |
| 2023 | 29 ottobre   | Ryan Blaney        | Ford        | 263 mi     |